# 麥克·寇特
麥克·寇特（英語：Mike Colter，1976年8月26日—），美國男演員。較知名的是在漫威電影宇宙中飾演盧克·凱奇，並於Netflix電視劇《盧克·凱奇》中擔任主演；在此前，他曾於電視劇《潔西卡·瓊斯》中參演。
其他參演的作品如電視劇《傲骨賢妻》（2010年至2015年）、《替身姐妹》（2011年至2012年）、電影《MIB星際戰警3》（2012年）、电子游戏《光环5 守护者》以及其系列衍生剧集《光环 夜幕降临》。
寇特與女演員薇拉·戴維絲為表姐弟關係。

## 外部連結
- 麥克·寇特在互联网电影资料库（IMDb）上的資料（英文）
- 關於麥克·寇特的文章